# Frankfurt-Königsteiner Eisenbahn

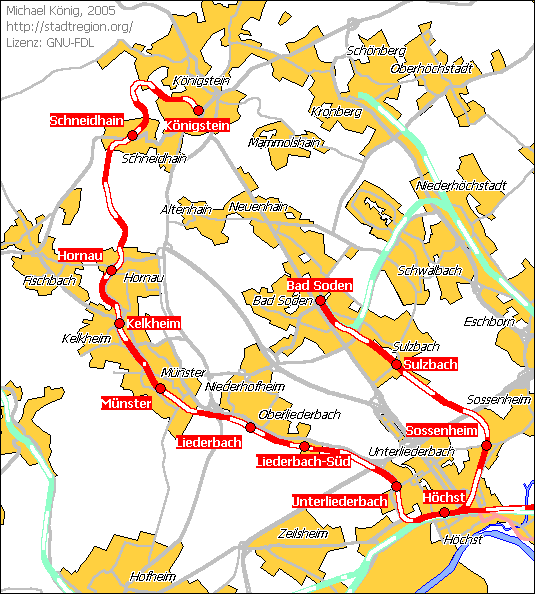
Die von der FKE betriebenen Eisenbahn-Strecken nach Königstein und Bad Soden

Altes Logo der FKE vor der Übernahme durch die HLB

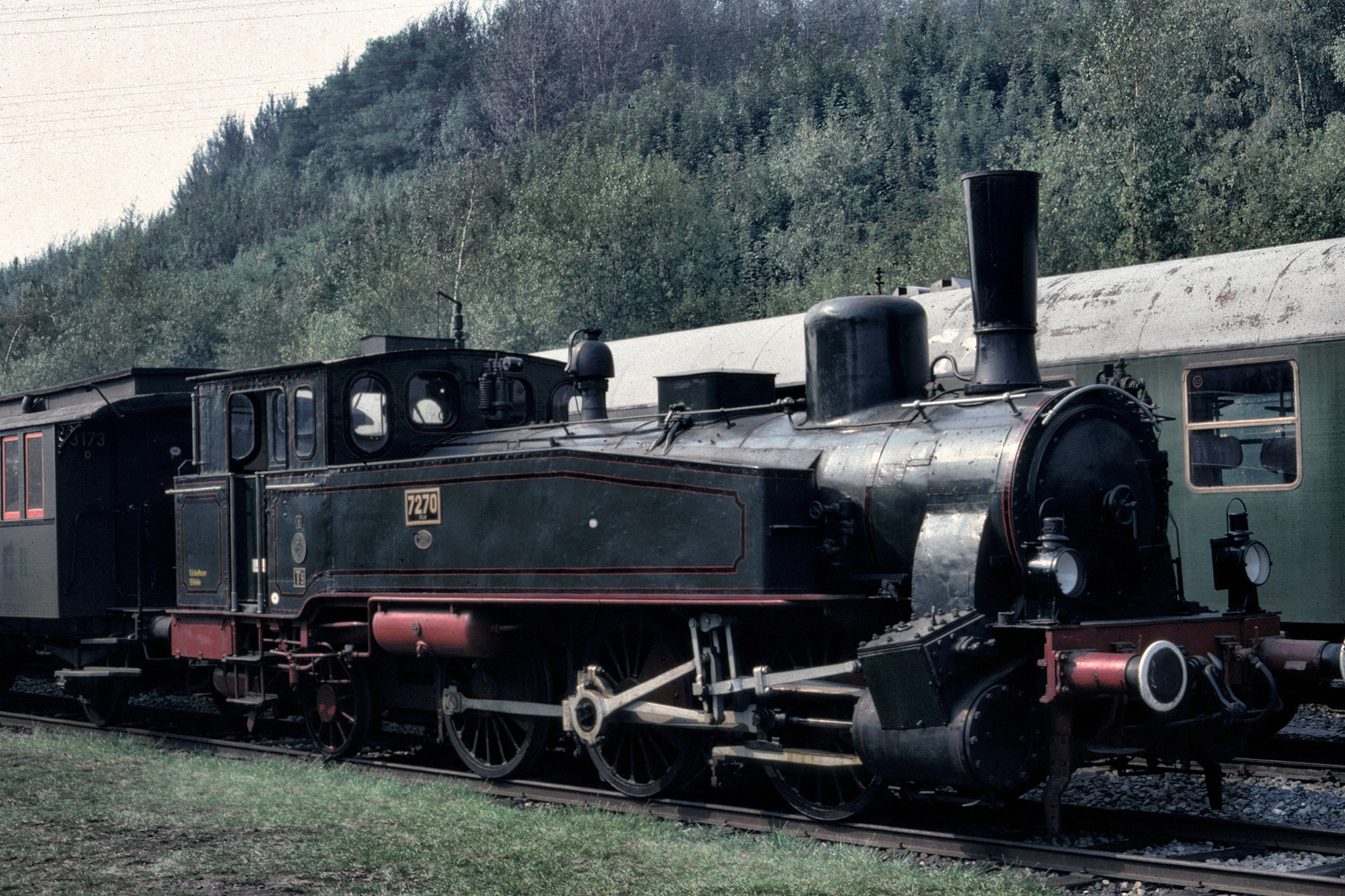
Mit Lokomotiven der preußischen Gattung T9.1 nahm die Frankfurt-Königsteiner Eisenbahn im Jahr 1902 ihren Betrieb auf und setzte solche Maschinen bis Anfang der 1960er Jahre ein.

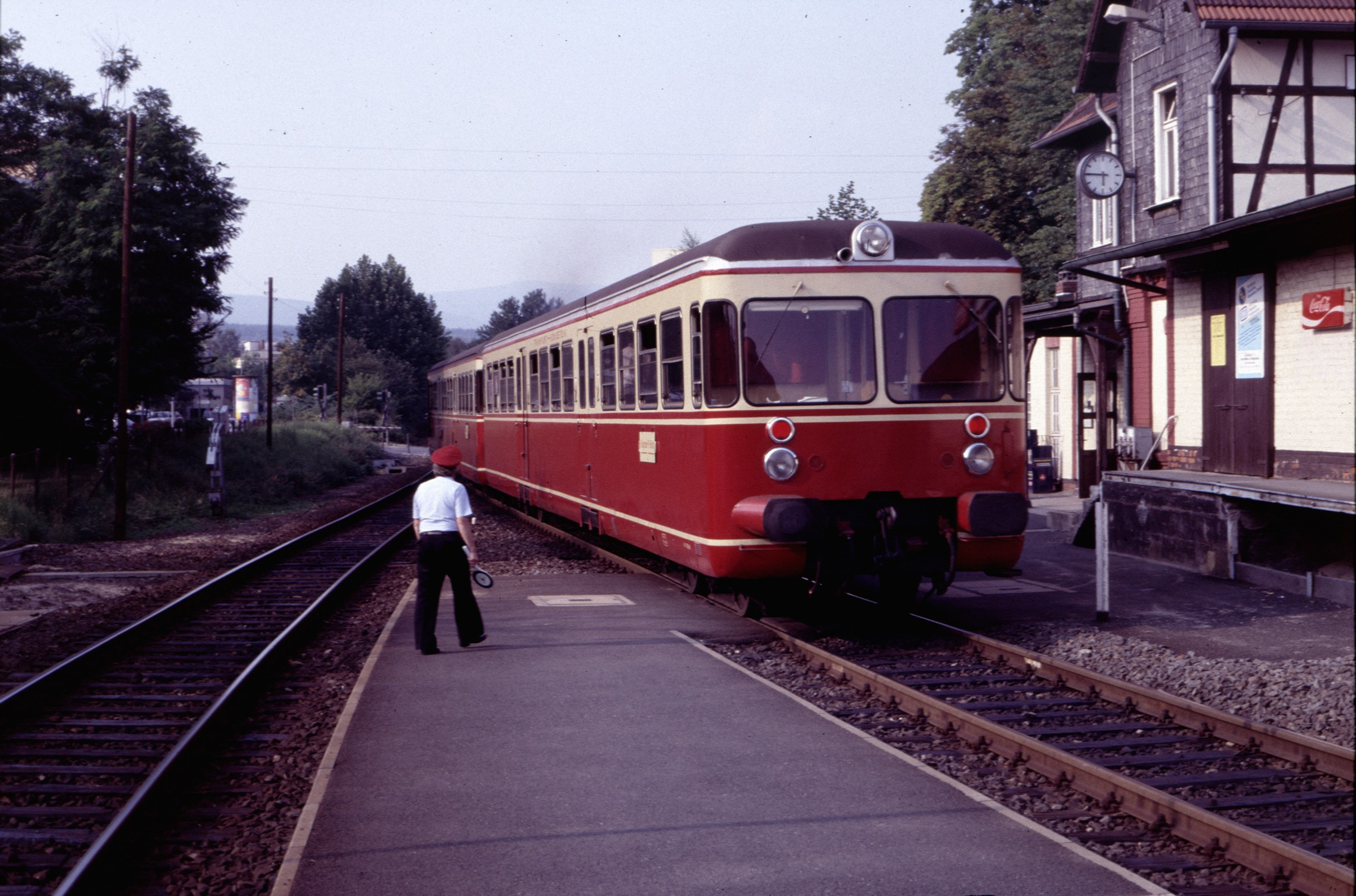
Die Esslinger Triebwagen prägten das Bild der Königsteiner Bahn von 1959 bis zur Integration in den FVV 1987.

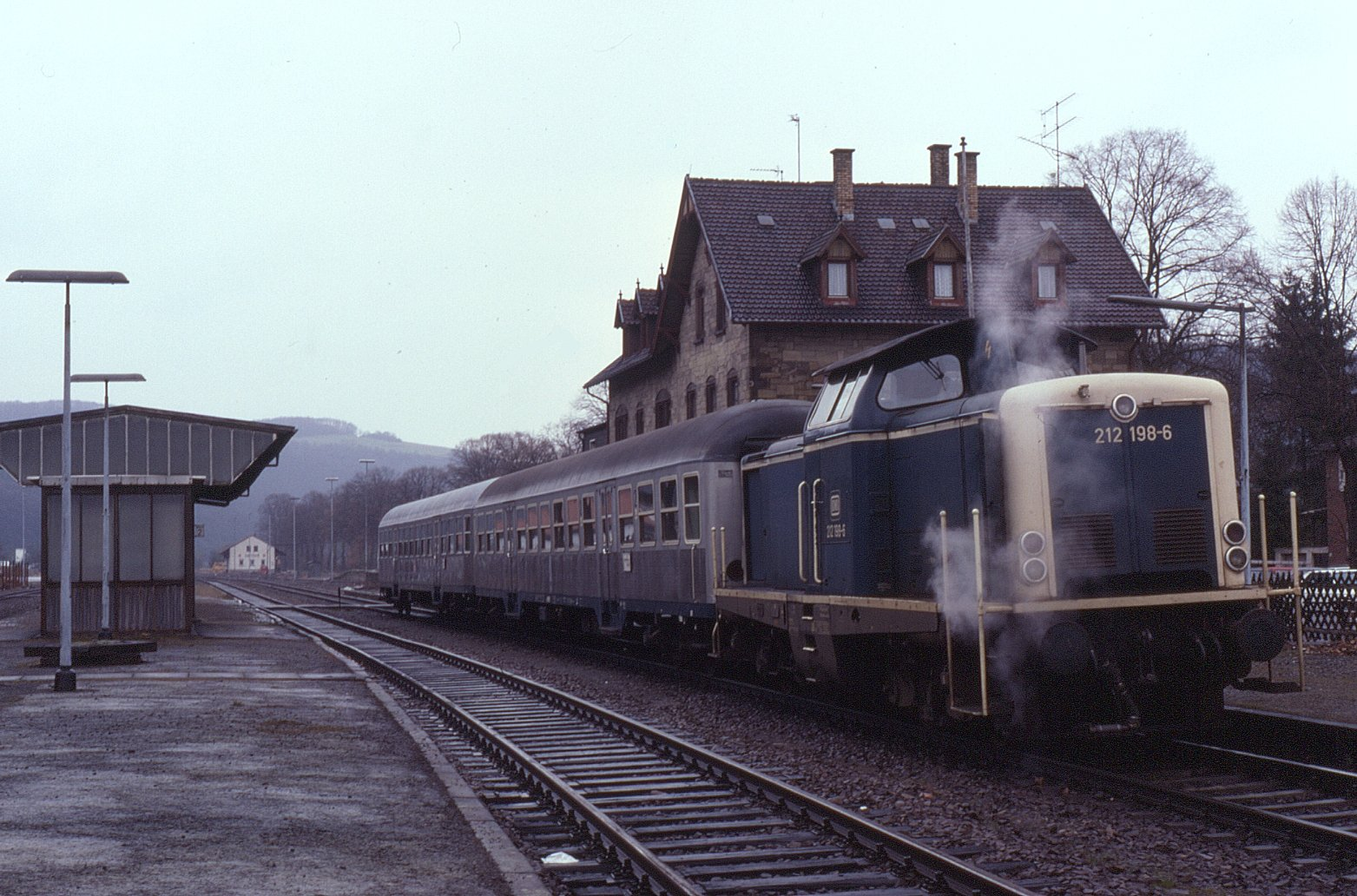
Ab 1974 fuhren von der Bundesbahn gemietete Wendezüge bestehend aus einer V 100 und Silberling genannten Waggons, ähnlich wie dieser Zug in Lauterecken-Grumbach.

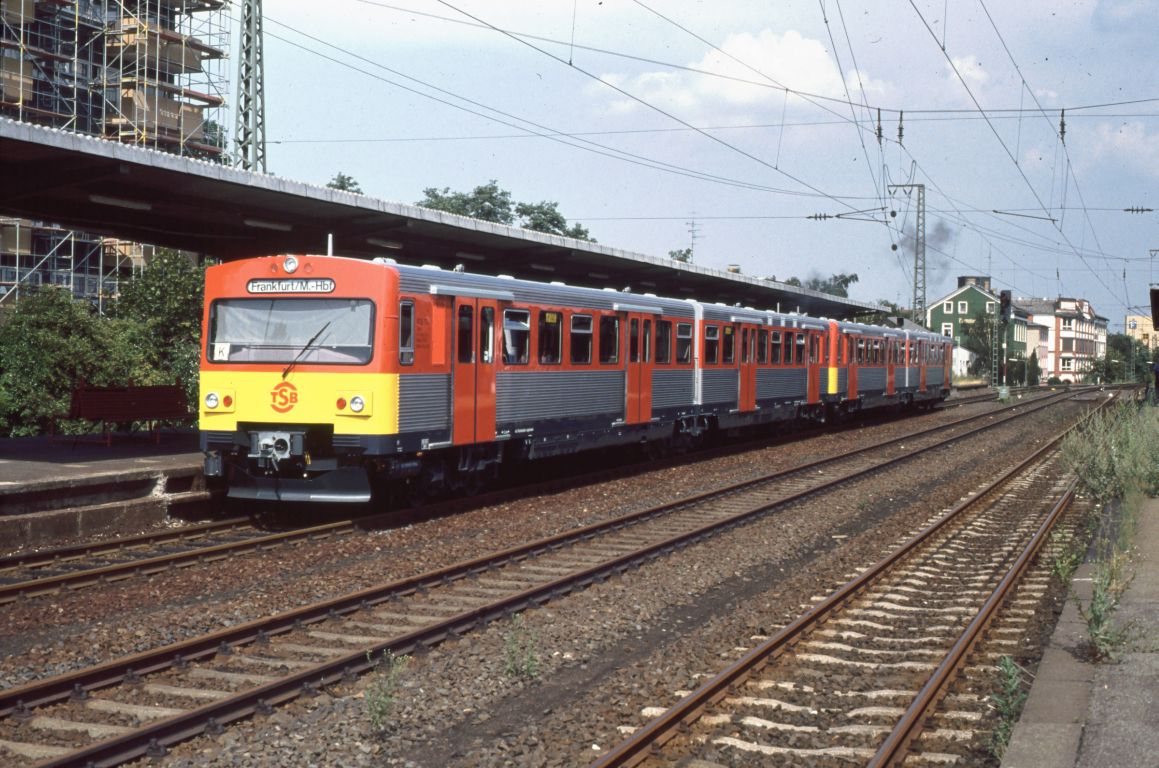
Ab 1987 fuhr die FKE mit Triebzügen der Baureihe VT 2E (in Frankfurt-Höchst, Juli 1992)

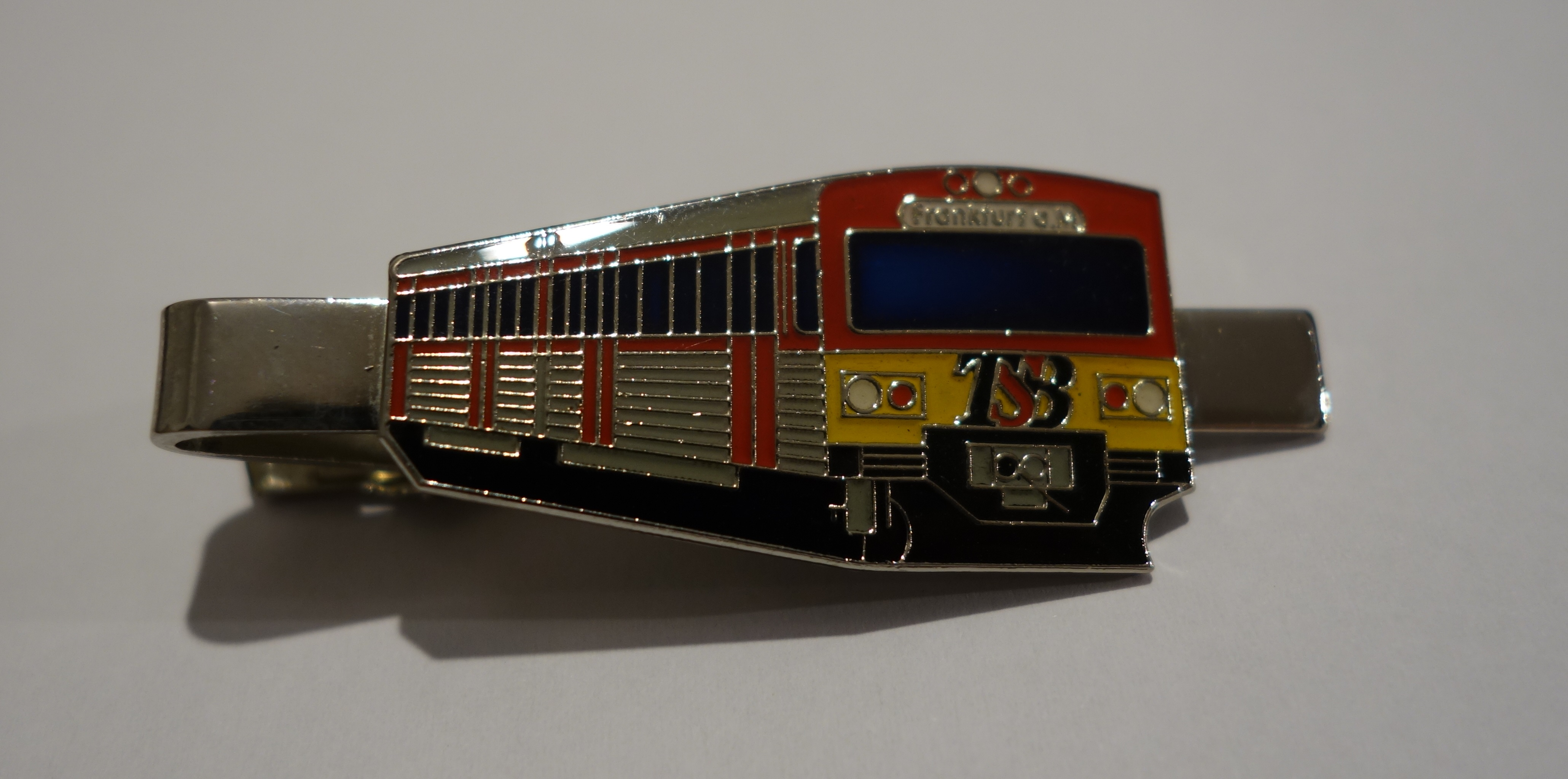
Zum 100-jährigen Bestehen der FKE ließ die HLB Krawattenspangen in Form des VT 2E anfertigen.

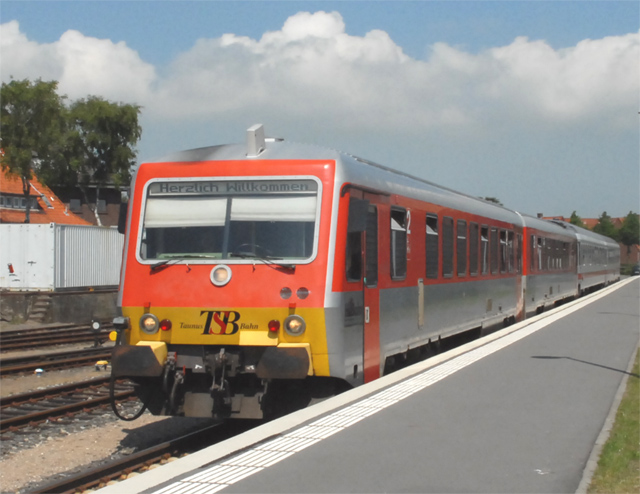
Ab 1994 verstärkten Triebwagen der Baureihen 628.4 und 628.9 die FKE-Flotte.

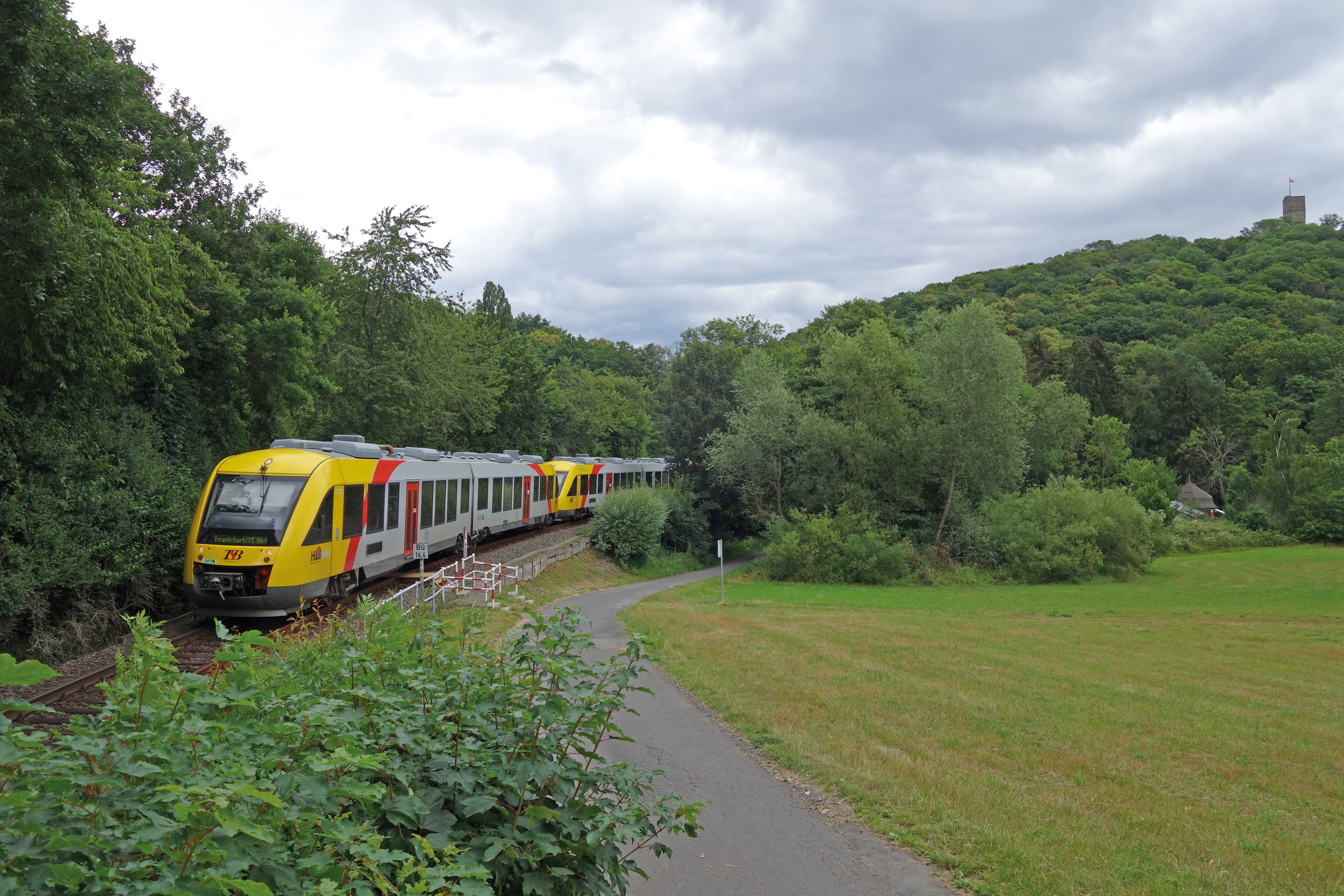
Seit 2006 setzt die FKE Triebwagen des Typs LINT 41 ein, hier bei Burg Königstein.

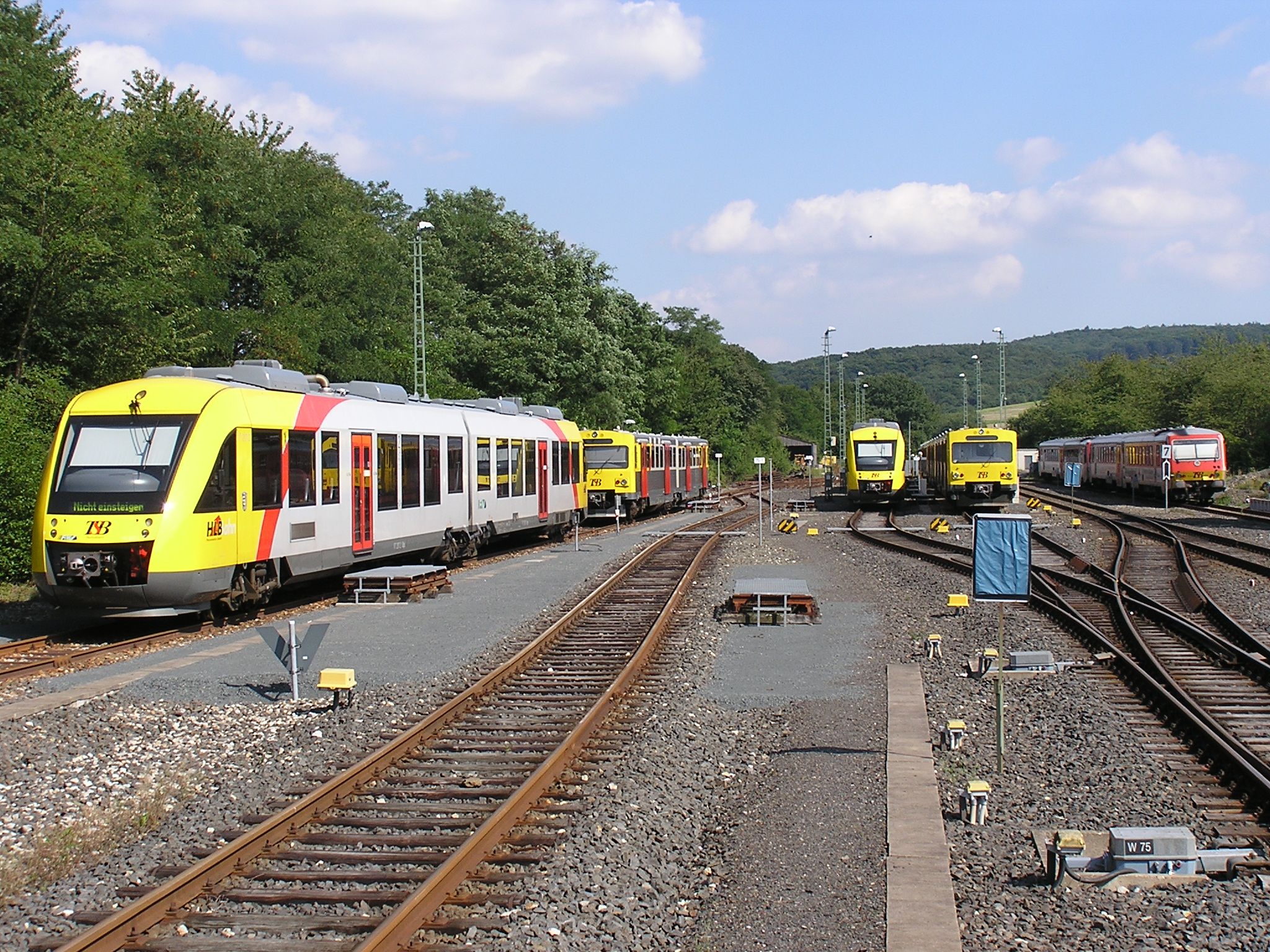
Durch die Übernahme des Betriebs auf der Bahnstrecke Friedrichsdorf–Albshausen fahren Züge der FKE bis ins Solmsbachtal. Im Bahnhof Grävenwiesbach abgestellte LINT, VT 2E sowie VT 628.

Die Frankfurt-Königsteiner Eisenbahn (FKE) ist der Betriebsteil der Hessischen Landesbahn GmbH (HLG), der aus der 1901 gegründeten Kleinbahn AG Höchst-Königstein hervorgegangen ist. Die Firma wurde später in Kleinbahn AG Frankfurt-Königstein und schließlich Frankfurt-Königsteiner Eisenbahn AG verändert. Ihr Hauptaktionär war die Hessische Landesbahn GmbH, die vollständig im Besitz des Landes Hessen ist.

## Geschichte
Am 12. März 1901 erwarb die Aktiengesellschaft für Bahnbau und -betrieb (BBB) die Konzession für die Bahnstrecke Höchst–Königstein und begann sofort mit dem Bau unter der Leitung von Ingenieur Stöfer. Bereits am 18. und 19. Februar 1902 fanden die polizeilichen Abnahmefahrten statt. Am 20. Februar 1902 erfolgte die Eröffnungsfeier und am 24. Februar 1902 wurde der Regelbetrieb aufgenommen. Die Baukosten betrugen 1.660.000 Mark. Davon wurden 600.000 Mark von Preußen, dem Bezirksverband Hessen-Nassau, dem Kreis Höchst und dem Obertaunuskreis aufgebracht, der deutlich größere Rest privat finanziert. Die Bahn verfügte über drei Lokomotiven der preußischen Gattung T9.1 sowie über 12 Personenwagen, zwei kombinierte Post/Packwagen und drei Güterwagen. Ungewöhnlich für eine Kleinbahn war, dass auch hier die Wagenklassen 1 bis 3 angeboten wurden.
Die Bahn hatte ihren Schwerpunkt bei der Personenbeförderung. In der Geschichte der Bahn wurden lediglich drei Gleisanschlüsse für Industrieanlagen erbaut (und jeweils nach einigen Jahren geschlossen):
- Das Industriestammgleis der Stadt Höchst zwischen Höchst und Unterliederbach in Richtung heutiger Jahrhunderthalle
- Der Anschluss einer Ziegelei in Kelkheim
- Ein Anschluss auf freier Strecke bei Bahnkilometer 12,5. Hier wurden in den 1920er Jahren Bruchsteine für den Bau des Rhein-Main-Schnellweges verladen und zur Baustelle gefahren.

1927 wurde der Kraftverkehr Königstein eingerichtet. Es handelte sich um eine Buslinie von Frankfurt über Kronberg nach Königstein.
Am 1. Dezember 1946 erfolgte aufgrund des Sozialisierungsartikels 41 der hessischen Verfassung die Verstaatlichung des 64-%-Anteils der AG für Verkehrswesen. Die Bahn wurde in die Hessische Landesbahn HLB eingegliedert, die Betriebsführung ging an die Deutsche Eisenbahn-Gesellschaft (DEG). Mit dem Sommerfahrplan 1959 erfolgte die überwiegende Umstellung von Dampf auf Diesel. Die 3. Wagenklasse entfiel, da die meisten alten Personenwagen ausgemustert wurden. Neu beschafft wurden indes zunächst drei Trieb- sowie vier Beiwagen der Maschinenfabrik Esslingen.
Im Jahr 1966 übertrug das Land Hessen die in seinem Besitz befindlichen Aktien der FKE an die Hessische Landesbahn GmbH, die als Auffanggesellschaft für verschiedene hessische Kleinbahnen diente.
Am 30. Mai 1969 wurde die letzte Dampflok außer Dienst gestellt. Von der Deutschen Bundesbahn wurden daher Lokomotiven der Gattungen 212 und 216 angemietet für den Güterverkehr sowie die Führung des Berufsverkehrszuges. Ab 1974 fuhr außer den Esslinger Triebwagen planmäßig eine Wendezugeinheit bestehend aus einer 212 mit vier Silberlinge genannten Wagen. Als zum 31. Dezember 1975 der Stückgutverkehr aufgegeben wurde, verkehrten noch drei wöchentliche Güterzüge, wegen des geringen Frachtaufkommens bespannt mit Triebwagen. Nur während der Rübenernte gab es täglichen Güterverkehr, mit Lokbespannung.
Seit 1970 erfolgt eine Diskussion über die Umwandlung zu einer S-Bahn. Am 1. Januar 1983 erfolgte die Übernahme der Betriebsführung durch die HLB. Daneben wurde ab Mitte der 1970er Jahre die Integration in den Frankfurter Verkehrsverbund (FVV) voran getrieben, die dann 1987 erfolgte, mit der FKE als drittem Gesellschafter. Bis dahin wurden neue dieselelektrische Triebwagen des Typs VT 2E beschafft und die Bahnsteige der Stationen modernisiert und erhöht auf 76 cm über Bahnsteigoberkante.
In der Folgezeit florierte die zehn Jahre zuvor noch stilllegungsgefährdete Frankfurt-Königsteiner Eisenbahn. Ab Herbst 1992 übernahm die FKE die Betriebsführung auf der Bahnstrecke Friedrichsdorf–Albshausen von der Deutschen Bundesbahn, die ihrerseits diese Strecke stilllegen wollte. Seit Juni 1997 bedient die FKE zudem die Sodener Bahn, die zuvor Teil der S-Bahn-Linie S3 gewesen war.

### Unfälle
Bundesweite Beachtung erfuhr ein Eisenbahnunglück am 17. November 1966, das 7 Tote und 95 Verletzte forderte. Im abendlichen Berufsverkehr kollidierte ein Zug mit dem Triebwagen eines anderen Zuges. Dieser hatte sich in Hornau ohne Fahrer selbstständig gemacht. Der Zug wurde völlig zerstört und musste verschrottet werden.
Ebenso viel Beachtung erzeugte ein Attentat am 16. September 1976. Unbekannte errichteten eine Mauer aus Sandsteinen zwischen Schneidhain und Hornau hinter einer Kurve, allerdings blieben alle Passagiere unverletzt. Lediglich der Triebwagenführer wurde verletzt. Der Zug entgleiste, weiterer Schaden entstand nicht. Aus Sicherheitsgründen wurde in den folgenden Monaten morgens jeweils eine Kontrollfahrt mit einer Draisine angeordnet. Es wurden aber keine weiteren Attentate verübt. Die Täter wurden nicht gefasst.

### Heutiger Stand
Die FKE firmiert seit Beginn des Jahres 2006 als HLB Basis AG und ist nur noch für die Infrastruktur und die Fahrzeuge – allerdings der gesamten Landesbahn – zuständig. Das operative Geschäft wurde auf die HLB Hessenbahn GmbH und die HLB Hessenbus GmbH übertragen.
Bisher betrieb die FKE drei Vorortbahnstrecken im Westen von Frankfurt am Main, die nun der HLB Hessenbahn GmbH unterstehen:
- Königsteiner Bahn (RMV-Linie 12), Königstein im Taunus – Kelkheim (Taunus) – Frankfurt-Höchst – Frankfurt Hauptbahnhof. Es ist die namensgebende Ursprungsstrecke der FKE und Eigentum der HLB Basis AG.
- Sodener Bahn (RMV 11), Frankfurt-Höchst – Bad Soden am Taunus
- Bahnstrecke Frankfurt–Friedrichsdorf / Bahnstrecke Friedrichsdorf–Albshausen (RMV 15), Brandoberndorf – Grävenwiesbach – Usingen – Friedrichsdorf – Bad Homburg vor der Höhe (zu Hauptverkehrszeiten zusätzliche Züge über Oberursel (Taunus) und Frankfurt-Rödelheim nach Frankfurt Hauptbahnhof)

Zwischen den Linien 12 und 11 kann im Bahnhof Frankfurt-Höchst umgestiegen werden; ebenso gibt es aus betrieblichen Gründen durchgehende Züge von Königstein bis Brandoberndorf und umgekehrt.

## Fahrzeuge
Die HLB verwendet Dieseltriebwagen der Baureihe VT 2E des Herstellers Linke-Hofmann-Busch, die in einem Depot im Bahnhof Königstein stationiert sind. Außerdem gehörten drei Fahrzeuge der Baureihe 628 (bezeichnet als VT/VS 51, VT 71a/b und VT 72a/b) zum Fahrzeugpark, aufgrund der Neuanschaffung von zehn LINT 41 sollten sie bis Ende November 2007 verkauft werden, bisher ging aber nur VT 51 an die Westerwaldbahn GmbH. VT 71 wurde zunächst an die Norddeutsche Eisenbahngesellschaft vermietet und später an diese verkauft. VT 72 hat 2013 eine neue Hauptuntersuchung erhalten und soll bei Fahrzeugengpässen wieder zum Einsatz kommen. Ein Teil der Fahrzeuge „übernachtet“ in den Bahnhöfen Grävenwiesbach und Usingen. Ab Ende 2022 sollen auf vier Linien 27 Wasserstoffzüge Coradia iLINT des Herstellers Alstom fahren.

### Ehemalige Fahrzeuge
Die 1954 bei Henschel nach dem überarbeiteten Entwurf zur Baureihe 83 gebaute Lok 262 ist erhalten. Sie gehörte von 2013 bis 2023 der Stadt Blumberg und wurde für den Einsatz auf der Wutachtalbahn aufgearbeitet. Seit Juli 2015 war sie dort bis zur Abstellung 2021 in Betrieb. Die Lok wurde 2023 von der Stiftung Deutsche Dampflokomotiven gekauft und soll nach der Aufarbeitung wieder auf der Königsteiner Bahn vor Museumszügen eingesetzt werden. Zeitweise war auch die Lok 261 eingesetzt.

## Kraftverkehr
Seit dem 18. Juni 1927 betreibt die FKE auch Linienverkehr mit Omnibussen, zunächst von Königstein über Kronberg nach Frankfurt, alsbald auch über Mammolshain und dann auch über Neuenhain. Noch 1927 folgte eine Buslinie von Königstein nach Bad Soden. Weitere Buslinien wurden eingerichtet:
- 1929: Königstein – Eppenhain – Kelkheim
- 1949: Königstein – Wiesbaden
- 1951: Kelkheim – Frankfurt-Höchst
- 1954: Königstein – Schloßborn
- 1955: Schloßborn – Eppstein

Stadtbusverkehre wurden ab 1963 in Kelkheim, ab 1973 in Königstein und ab 1975 in Bad Soden betrieben. 1976 wurden auf einem Liniennetz von 426 km Länge 22 eigene Busse und 9 angemietete (im Auftrag der FKE) eingesetzt. Dies geschah auch im Arbeiterlinien- und Schülerverkehr. Die Anzahl der beförderten Personen im Busverkehr lag 1975 bei 2,303 Millionen, die Zahl der geleisteten Wagenkilometer bei 1,6331 Mio., die Höhe der Personenkilometer bei 22,715 Mio. km. Für den Busbetrieb waren 37 Personen beschäftigt. Eingesetzt wurden damals Omnibusse von Büssing und Daimler-Benz.
Bis zur Einstellung des Stückgutverkehrs am 31. Dezember 1975 wurde auch Güterverkehr mit einem eigenen Lkw durchgeführt.
Heute betreibt die HLB Hessenbus GmbH zahlreiche Buslinien im Hochtaunuskreis und Main-Taunus-Kreis, die vorher von der FKE betreut wurden, lange Zeit unter der Bezeichnung „Kraftverkehr Königstein“. Ihre Stützpunkte liegen in Hofheim und Oberursel.
Nach dem RMV-Fahrplan vom 11. Dezember 2016 betreibt die HLB hier folgende Buslinien:
AST 460 Wallau – Massenheim – Hochheim/Wicker
500 Bad Homburg – Schmitten – Rod an der Weil
510 Bad Homburg – Oberreifenberg – Schmitten – Rod an der Weil
570 Bad Homburg – Oberreifenberg – Großer Feldberg – Königstein
590 Grävenwiesbach – Usingen – Neu-Anspach – Friedrichsdorf
600 Königstein – Oberems – Schmitten – Neu-Anspach
610 Neu-Anspach – Usingen – Riedelbach
620 Usingen – Rod an der Weil – Hasselbach – Cratzenbach
630 Neu-Anspach – Wehrheim – Wernborn – Usingen
640 Neu-Anspach – Wehrheim – Wernborn – Usingen – Neu-Anspach (Schulbus)
650 Merzhausen – Usingen – Wernborn – Friedrichsthal
AST 660 Usingen – Michelbach
AST 670 Usingen Bahnhof – Hochtaunus-Kliniken – Schleichenbach – Usingen Bf
680 Grävenwiesbach – Heinzenberg – Laubach – Grävenwiesbach
690 Neu-Anspach – Laubach – Grävenwiesbach – Rod an der Weil
800 Königstein – Oberreifenberg – Schmitten – Neu-Anspach – Usingen
810 Königstein – Oberems – Reichenbach – Rod an der Weil
820 Cratzenbach – Rod an der Weil – Riedelbach – Neu-Anspach – Usingen
830 Königstein – Schloßborn – Glashütten – Oberems
840 Falkenstein – Königstein Stadtmitte – Königstein Bf
850 Falkenstein – Königstein Stadtmitte – Königstein Bf – Kronberg
860 Seelenberg – Oberreifenberg – Schmitten – Riedelbach
401–403, 405 und 4060 Stadtverkehr Hofheim
8090 Hochheim Bf – Flörsheim – Hofheim Bf
8170 Diedenbergen – Wallau – Massenheim – Wicker – Flörsheim (Schulbus)
AST 8180 Falkenberg – Flörsheim
8190 Stadtverkehr Flörsheim
8200 Eddersheim Bf / Regionalpark – Wicker – Flörsheim
8210 Hattersheim Bf Süd – Kastengrund
831–8330 Stadtverkehr Hattersheim
8340 Eddersheim Bf – Okriftel – Hattersheim – Hofheim Bf
AST 8350 Hattersheim – Kriftel – Hofheim Bf
AST 8360 AST Hattersheim
AST 8370 Hattersheim – Sindlingen
n340 Bad Homburg – Wehrheim – Neu-Anspach – Bad Homburg
Bis zum 13. Dezember 2008 betrieb die HLB folgende Buslinien im Altkreis Usingen:
5010 Königstein Bf – Oberems – Merzhausen – Usingen, Neuer Marktplatz
5020 Königstein Bf – Schmitten – Neu-Anspach – Usingen, Neuer Marktplatz
5030 Rod an der Weil – Schmitten – Oberursel-Hohemark
5040 Königstein Bf – Glashütten – Arnoldshain, Schule
5050 Grävenwiesbach Bf – Weilrod – Schmitten – Bad Homburg Bf
5060 Grävenwiesbach Schule – Laubach
5080 Usingen, Neuer Marktplatz – Rod an der Weil – Hasselbach – Riedelbach
5090 Michelbach (Usingen) – Usingen Bf
5100 Usingen, Neuer Marktplatz – Eschbach – Kransberg – Saalburg/Lochmühle Bf
5110 Königstein Bf – Großer Feldberg – Oberursel-Hohemark
5130 Grävenwiesbach Bf – Friedrichsdorf Bf
5140 Usingen, Neuer Marktplatz – Obernhain – Neu-Anspach Bf